# Karl Urban (Journalist)
Karl Urban (* 1984) ist ein deutscher Autor, freier Wissenschaftsjournalist und Podcaster. Seine Themen sind: Raumfahrt, Astronomie, Energie, Geowissenschaften und Internet.

## Leben
Karl Urban interessierte sich schon früh für Planeten. 2001 gehörte er zu den Gründern des Internetportals und späteren -vereins „Raumfahrer.net“. Er studierte Geowissenschaften in Tübingen und für ein Semester in Reykjavík. Seit 2010 arbeitet er als freier Wissenschaftsjournalist. 2016 machte er durch ein Stipendium der European Geosciences Union eine Recherchereise nach Island. 2020 nahm er an der „Masterclass Wissenschaftsjournalismus“ der Robert-Bosch-Stiftung teil und entwickelte dafür das Konzept für einen Livepodcast für Kinder und Jugendliche.
Als Freier Journalist arbeitet er für Hörfunk-, Online- und Printredaktionen, darunter hauptsächlich Deutschlandfunk, Spektrum.de, Tagesspiegel, Neue Zürcher Zeitung, Stuttgarter Zeitung und Süddeutsche Zeitung, sowie die Radiosender SWR2, WDR5, Deutschlandfunk Nova, Ö1 und Radio SRF 1. Er betreibt gemeinsam mit Franziska Konitzer den Podcast „AstroGeo“ mit wahren Geschichten aus Astrophysik und Geowissenschaften. Er schreibt Bücher über Geowissenschaften, Raumfahrt und Astronomie. Karl Urban ist Mitglied und Autor der journalistischen Genossenschaft RiffReporter und schreibt dort für die Magazine Die Weltraumreporter und Klima wandeln!. Zudem ist er gemeinsam mit Marcus Anhäuser Host des RiffReporter Podcasts.

## Auszeichnungen
- 2013: Preis der Blogger-Community SciLogs für seinen Wissenschaftsblog „AstroGeo“.
- 2017: Alternativer Medienpreis in der Kategorie Zukunft für sein Radiofeature Heiter bis aufständisch
- 2024: Medienpreis Luft- und Raumfahrt: Nominierung mit Preisgeld in der Kategorie Luftfahrt für sein Radiofeature Spionage von oben: Ballonfahrt heute[14]

## Werke
- Was ist Was: Unsere Erde (Sachbuch für Kinder), Tessloff, Nürnberg 2013,  ISBN 978-3-7886-2035-6 (übersetzt in weitere Sprachen)
- Der Mond: Von lunaren Dörfern, Schrammen und Lichtblitzen, Springer, 2020, ISBN 978-3-662-60282-9[15]

- Karl Urban im Deutschlandfunk – „Wissenschaft im Brennpunkt“:
  - Neues vom Mars – Rot und tot vom 12. Juli 2015
  - Menschgemachte Beben – In der Tiefe wird es laut vom 8. November 2015
  - Satellite Wars – Der Krieg erreicht die Umlaufbahn,  vom 15. Mai 2016
  - Heiter bis aufständisch – Eine Vorhersage fürs Volk vom 16. Oktober 2016 (ausgezeichnet mit dem Alternativen Medienpreis)
  - Energie aus der Hölle – Island spielt mit Magma vom 29. Januar 2017
  - Ringe, Monde, Abenteuer – Cassini stirbt auf Saturn vom 10. September 2017
  - Extreme Temperaturen – Arabien droht der Hitzekollaps vom 12. November 2017
  - Guter Mond – Wer baut da oben das Dorf? vom 30. März 2018
  - Radioaktiv belastete Wildschweine – Problem Sau vom 3. Februar 2019
  - Was von Apollo bleibt – Mensch, zum Mond! vom 1. Mai 2019
  - Aufrüsten der Weltraummächte – Das Säbelrasseln im All vom 1. Dezember 2019
  - Stuttgart 21: Tunnelbau in gefährlichem Gestein - Anhydrit – der quellende Alptraum vom 17. Mai 2020
  - Klimasünder Beton – Ein Baustoff sucht Nachfolger vom 20. Dezember 2020
  - Lebt da was? – Mikroben auf dem Mars vom 7. Februar 2021
  - Schmutzige Weiten – Wie viel Raumfahrt verträgt die Erde? vom 16. Januar 2022
  - Zeitenwende im Orbit – Europas strategischer Zugang zum All vom 7. August 2022
  - Armageddon für Anfänger – Wie entschärft man einen Asteroiden? vom 18. September 2022
  - Erdwärmewende – Kommt jetzt mehr Geothermie in die Heizung? vom 27. November 2022
  - Spionage von oben – Ballonfahrt heute vom 10. Juni 2023
  - Wohlstand in der Klimakrise – Lowtech ist auch eine Lösung vom 22. April 2024
  - Greenhouse Extinction – Über die Gefahr eines globalen Massensterbens vom 4. November 2024
  - Aliens und wir – Sind wir allein? vom 25. Dezember 2024
  - Aliens und wir – Angenommen, sie sind längst da vom 26. Dezember 2024